# Mugglombträsket
Mugglombträsket är en sjö i Överkalix kommun i Norrbotten och ingår i Töreälvens huvudavrinningsområde. Sjön har en area på 0,241 kvadratkilometer och ligger 132,4 meter över havet. Sjön avvattnas av vattendraget Töreälven (Tallån).

## Delavrinningsområde
Mugglombträsket ingår i det delavrinningsområde (735604-179843) som SMHI kallar för Ovan Granån. Medelhöjden är 162 meter över havet och ytan är 55,07 kvadratkilometer. Räknas de 3 avrinningsområdena uppströms in blir den ackumulerade arean 152,25 kvadratkilometer. Avrinningsområdets utflöde Töreälven (Tallån) mynnar i havet. Avrinningsområdet består mestadels av skog (77 procent) och sankmarker (16 procent). Avrinningsområdet har 0,79 kvadratkilometer vattenytor vilket ger det en sjöprocent på 1,4 procent.